# چیستا (نشریه)
چیستا ماهنامه‌ای سیاسی، اجتماعی، هنری، علمی و ادبی بود به سردبیری و بنیان‌گذاری پرویز شهریاری (ریاضی‌دان عدالت‌خواه، مترجم و روزنامه‌نگار) و صاحب امتیازی و مدیر مسئولیِ پرویز ملکپور (نمایندهٔ وقت ایرانیان زرتشتی در مجلس شورای اسلامی ایران) که از سال ۱۳۶۰ خورشیدی شروع به انتشار کرد و نشر آن تا هنگام مرگ پرویز شهریاری در سال ۱۳۹۱ ادامه یافت.
چیستا به معنای فرشتهٔ آگاهی و دانایی در مزدیسنا است.
ماهنامهٔ چیستا نشریه‌ای تأثیرگذار بود و چهره‌های شاخصی در زمینه‌های گوناگون در آن نوشتند.
شهریاری در مجموعه خاطرات خود در مجلهٔ چیستا دربارهٔ انتشار آن می‌نویسد: «در سال ۱۳۶۰ از آقای مهندس ملکپور (نماینده وقت زرتشتیان در مجلس) خواستم مجوز نشریه‌ای بگیرد که ایشان امتیاز چیستا را گرفتند و چیستا از شهریور همان سال شروع به انتشار کرد.» شهریاری پیش از انتشار چیستا سردبیری نشریات دیگری همچون «وهومن»، «قیام ایران»، «سخن علمی و فنی» (به مدیریت دکتر پرویز ناتل خانلری)، «مسائل دانشگاهی»، «آشنایی با دانش»، «آشتی با ریاضیات»، «آشنایی با ریاضیات»، «نشریه مدرسه عالی علوم اراک» را بر عهده داشت،
پرویز شهریاری در فیلم مستند فانوس گلستان که میلاد درویش در سال ۱۳۸۴ دربارهٔ وی ساخته بود، گفت: «همیشه کوششم این بود که بتوانم امتیاز نشریه‌ای بگیرم اما به من مجوز نمی‌دادند و نمی‌دانم چرا! نه قبل از انقلاب و نه بعد از انقلاب و در نتیجه همواره مجبور بودم با امتیاز دیگران که اشخاص با حسن نیتی بودند به چاپ نشریاتم بپردازم…» درویش بعداً بابت تولیدِ این فیلم مستند زندانی شد.

## توقف انتشار
انتشار مجله چیستا در سال ۱۳۶۲ با دستگیری سردبیرش (پرویز شهریاری) که همزمان با دستگیری گستردهٔ اعضای حزب توده و شورای نویسندگان و هنرمندان بود، متوقف شد ولی در سال ۱۳۶۳ با آزادی شهریاری مجدداً به نشر خود ادامه داد تا سال ۱۳۹۱ که با مرگ شهریاری، پرویز ملکپور (صاحب امتیاز و مدیرمسئول مجلهٔ چیستا) تصمیم به تعطیلی این نشریه گرفت. چیستا پس از درگذشت شهریاری، هرگز چاپ نشد. این در حالی است که شهریاری در آخرین سرمقاله‌اش در چیستا ضمن تبریک ۳۰ سالگی این نشریه، نوشت: «امیدوارم عمر چیستا طولانی‌تر از عمر ما باشد…»
روزنامهٔ شرق دربارهٔ تعطیلی این ماهنامه نوشت تصمیم ملکپور از روی «تعهد و احترام» بود و چه بسا چیستا پس از شهریاری نمی‌توانست در مسیر مورد نظر بنیان‌گذار خود حرکت کند.

## شخصیت‌های علمی و فرهنگی
از میان شخصیت‌های علمی و فرهنگی که با مجله چیستا همکاری کردند می‌توان به افرادی چون محمود اعتمادزاده (به‌آذین)، امیرحسین آریانپور، جهانگیر اوشیدری، پرویز رجبی، حسن عشایری، هوشنگ ابتهاج، رحیم رئیس‌نیا، خسرو پارسا و… اشاره کرد. چیستا مطالب مختلف علمی و فرهنگی منتشر می‌کرد و ویژه‌نامه‌هایی را نیز در مورد موضوعات مختلف و چهره‌های گوناگون علمی و ادبی و فرهنگی کار می‌کرد. شماره‌های تیرماه هر سال از این مجله، به جوانان اختصاص داشت.
گاه با توجه به شخصیت گردانندگان‌اش این نشریه را دارای نگاه‌های زرتشتی یا چپ دانسته‌اند. (پرویز شهریاری مؤلف و مترجم، فعّالِ سیاسی چپ‌گرا و برندهٔ جایزهٔ چهره‌های ماندگار آموزش ریاضیات بود و پرویز ملکپور نمایندهٔ وقت ایرانیان زرتشتی در مجلس شورای اسلامی بود) فرج سرکوهی (روزنامه‌نگار) پس از درگذشت شهریاری، در مقاله‌ای با عنوان «پرویز شهریاری: پیروزی علمی و شکست فرهنگی» در وبگاه بی‌بی‌سی فارسی نوشته و نشریهٔ چیستا را به دلیل داشتن گرایش چپ سنتی، در عرصهٔ مطبوعات ایران ناکارآمد دانست. اما در دفاع از چیستای شهریاری، نویسندگانی چون بابک پاکزاد و سروش سهرابی چیستا را انتقال میراث عدالت‌خواهی به نسل بعد دانستند، همچنین نوشتند سرکوهی همیشه به تخطئهٔ شخصیت‌های چپ می‌پردازد. سروش سهرابی در وبگاه راه توده نیز گرایش ماهنامهٔ چیستا را بیشتر خنثی یا زرتشتی دانست تا چپ.
پرویز شهریاری سرمقاله‌های خود را با عنوان اشاره و خاطراتش را با عنوان پرستو در مجلهٔ چیستا به چاپ می‌رساند. وی در خاطرات‌اش در مجلهٔ چیستا می‌نویسد: «در سال ۱۳۷۹ خورشیدی، دکتر محمدرضا طاهریان، امتیاز مجلهٔ دیگری را با عنوان «دانش و مردم» در اختیارم می‌گذارد که از مهر همان سال این نشریه را هم به همراه چیستا هر ماه در تهران به چاپ می‌رساندم.»
مجلهٔ دانش و مردم به سردبیری پرویز شهریاری در سال ۱۳۸۸ به علت مشکلات مالی موقتاً متوقف شد تا درگذشت شهریاری در ۲۲ اردیبهشت ۱۳۹۱ که با تعطیلی مجلهٔ چیستا، طاهریان (صاحب امتیاز و مدیر مسئول مجلهٔ دانش و مردم) تصمیم به انتشار دورهٔ جدید این ماهنامه با شورای سردبیری جدید گرفت. طاهریان در سرمقالهٔ اولین شمارهٔ دورهٔ جدید مجلهٔ دانش و مردم (آبان و آذر ۱۳۹۱) که یادنامه‌ای برای سردبیر فقیدش بود، نوشت: «تمام تلاش ما در دورهٔ جدید دانش و مردم، حفظ همان رویهٔ عدالت‌خواهانه شهریاری در چیستا و دانش و مردم خواهد بود.» مجلهٔ دانش و مردم هنوز به نشر خود ادامه می‌دهد.
پرویز شهریاری در دههٔ شصت خورشیدی، مجلهٔ دیگری هم با عنوان آشتی با ریاضیات (که بعداً به آشنایی با ریاضیات تغییر نام داد) را در کنار چیستا منتشر می‌کرد.